# Ema Abina
Ema Abina (født 18. februar 1999 i Ljubljana, Slovenien) er en kvindelig slovensk håndboldspiller, der spiller for RK Krim og Sloveniens kvindehåndboldlandshold.
Hun deltog under EM i kvindehåndbold 2020 i Danmark, hvor hun fik slutrundedebut.